# Magnetomotorisk kraft

En ström genom en spole orsakar ett magnetiskt flöde genom en magnetisk krets

Magnetomotorisk kraft, mmk (en. mmf), uppstår när en elektrisk ström passerar genom en spole (som omsluter någon form av kärna) och därmed ger upphov till ett magnetiskt flöde.
Den magnetomotoriska kraftens storlek beror på det magnetiska flödet {\displaystyle \Phi } i weber och av kärnans reluktans {\displaystyle {\mathcal {R}}} (amperevarv per weber): 
{\displaystyle mmk={\mathcal {R}}\cdot \Phi }
Enheten för mmk är amperevarv (NI), men skrivs A då varv är enhetslöst.